# Andriantsitakatrandriana
Andriantsitakatrandriana war Herrscher des Königreichs Imerina im zentralen Hochland von Madagaskar von 1630 bis 1650. Er war der Nachfolger seines Vaters Andrianjaka.

## Familie
Andriantsitakatrandriana heiratete zwei Frauen: Ravololontsimitovy, die ihm seinen ersten Sohn Andriantsimitoviaminandriandehibe gebar, der auch sein Nachfolger wurde. Seine zweite Frau Rafoloarivo gebar einen Sohn namens Andriamanjakatokana. Diese Frau verstieß er und jagte sie mitsamt dem Sohn ins Exil, als er König war.

## Herrschaft
Die wichtigste Errungenschaft während seiner Herrschaft war die Kultivierung des großen Sumpfes von Betsimitatatra, die den Hügel von Analamanga umgaben. Er ließ Deiche errichten und legte Reisfelder an. Bis dahin gab es in dem Sumpf nur Zozoro (eine Seggenart), Binsen und kleine Bauminseln rund um die Residenz Antananarivo, die Andriantsitakatrandrianas Vater den dort lebenden Vazimba einige Jahrzehnte vorher abgerungen hatte.
Nach der Rodung des Sumpfes befahl Andriantsitakatrandriana zunächst, am Südende des Sumpfes, in der Nähe von Andriantany einen Deich zu errichten. Die Sümpfe westlich von Antananarivo wurden als erste zu Reisfeldern umgewandelt. Die folgenden Könige setzten das Werk fort.

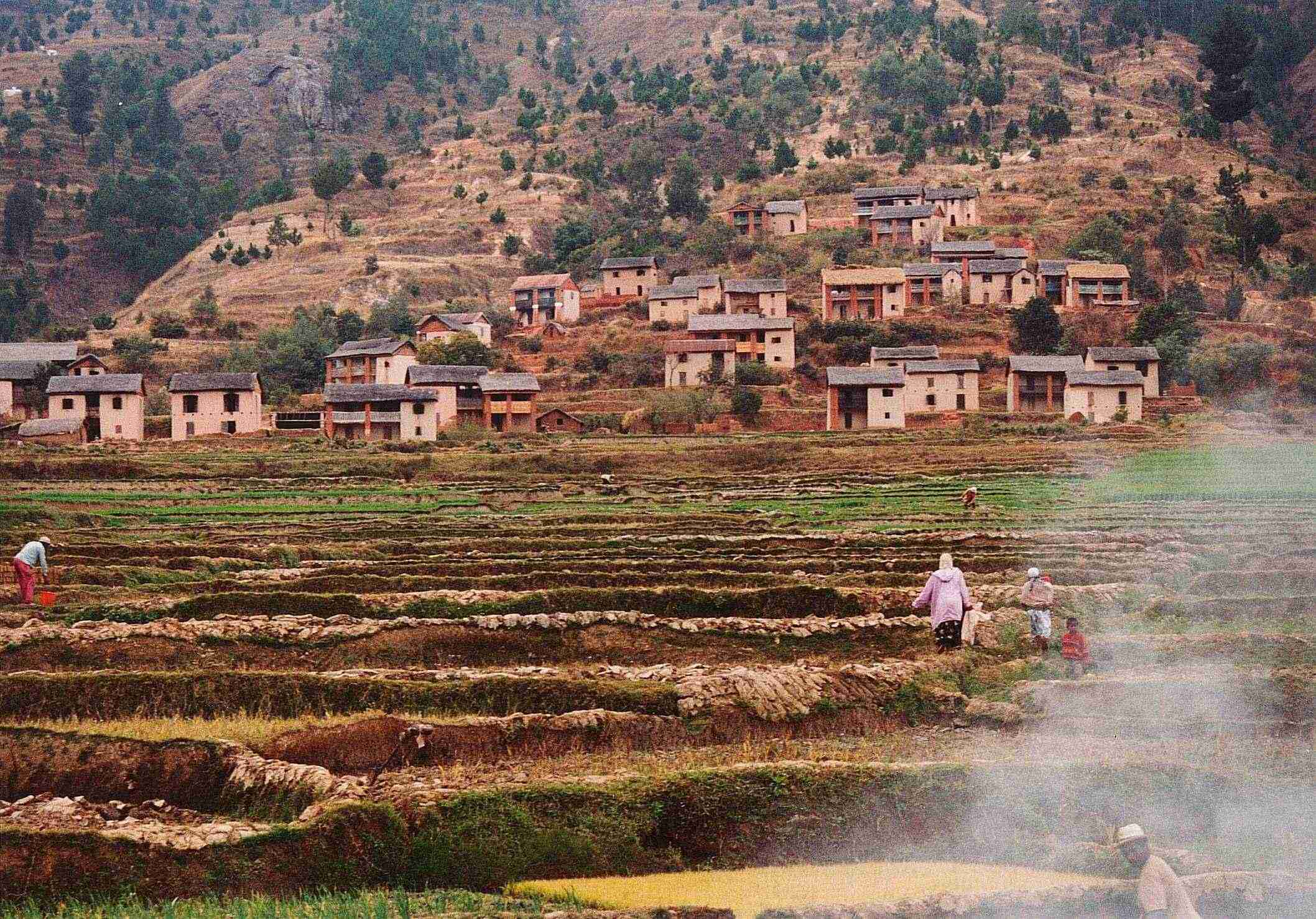
Andriantsitakatrandriana legte die ersten Reisfelder in der Umgebung von Antananarivo an.

Die Überlieferung besagt, dass Andriantsitakatrandriana eine List anwendete, um seine zweite Frau mit dem Sohn loszuwerden. Es heißt, dass er Rafoloarivo aufforderte, nach Ambohitrakely zu gehen, um bestimmte Rituale zu vollziehen (Hasina) - Rituale, die seine metaphysischen Kräfte verstärken sollten. Es wurde jedoch als unpassend angesehen, wenn eine Frau diese Rituale für einen königlichen Sohn vollzog. Die Königin zögerte, weil sie Angst vor dem Tabubruch hatte. Der König versicherte ihr jedoch, dass ihre Furcht unbegründet sei, weil er zu gleicher Zeit die Rituale für seinen ältesten Sohn abhalten würde. Er überzeugte sie, indem er ihr versprach, er würde die neugegründeten Reisfelder nach ihrem Sohn benennen. Rafoloarivo stimmte zu und ging nach Ambohitrakely, wo sie die Feierlichkeiten abhielt, was alle Einwohner des Dorfes Mahatsinjo anlockte.
Während Mahatsinjo leer und unbewacht dalag, legte Andriantsitakatrandriana in Verkleidung Feuer. Als die Bewohner die Katastrophe entdeckten, beschuldigten sie die Königin und drohten sie zu töten. Die Königin floh zunächst nach Norden, nach Ilafy, von da nach Westen und nach Süden, nach Mahatsinjo und Ankosy. Nirgendwo fand sie Unterschlupf oder überhaupt jemanden, der ihnen eine Unterkunft anbieten wollte. Erst in Ambohitrinimanjaka gaben ihnen Menschen eine Unterkunft. Obwohl ihr Sohn Andriamanjakatokana noch weiter ziehen wollte, zu einem felsigen Gebiet mit Namen Anosivato, blieb die Königin in Amohitrinimanjaka, wo Andriamanjakatokana später auch begraben wurde. Die Einwohner pflegten an seinem Grab zu beten, wenn sich dichter Nebel erhob. Das Grab seines gleichnamigen Sohnes wird in Anosivato gezeigt.

## Tod
Andriantsitakatrandriana starb etwa 1650 und wurde in den Grabstätten von Fitomiandalana beim Rova von Antananarivo begraben. Sein ältester Sohn Andriantsimitoviaminandriandehibe wurde sein Nachfolger.